# Insigna „Distrugătoare”

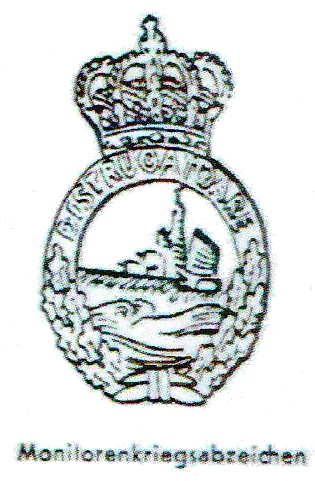
Insigna de război a distrugătorului român (legendă și formă incorectă din revista Uniformen-Markt).

Insigna de război ''Distrugătoare'' a fost o distincție militară acordată membrilor Marinei Regale Române în timpul celui de-al Doilea Război Mondial. A fost instituită prin decretul din 27 mai 1943 emis de Ministerul Apărării Naționale al României sub conducerea mareșalului Ion Antonescu. Această insignă a fost acordată pentru fapte deosebite de curaj și eroism, în special în timpul luptelor navale. 

## Cerințe de atribuire
Pentru a fi eligibili pentru acordarea Insignei de război a distrugătoarelor, membrii echipajelor distrugătoarelor din Marina Militară Română trebuiau să îndeplinească următoarele cerințe:
- Să fi petrecut cel puțin 60 de zile pe mare în diverse acțiuni de război sau 20 de zile pe mare în misiuni de securitate;
- Să fi participat la cel puțin două lupte navale confirmate cu nave de suprafață inamice.

Insigna era acordată tuturor membrilor echipajului care îndeplineau aceste cerințe.

## Aspectul și modul de purtare
Insigna avea forma unui cerc, cu diametrul aproximativ de 35mm și era confecționată din metal argintiu. În partea inferioară a insignei se afla o coroană de frunze de stejar, iar în partea superioară se afla inscripția "DISTRUGATOARE" sau "Distrugător", în funcție de modelul insignei. În centrul insignei se afla imaginea unui distrugător în mișcare, cu suprastructura navei care vine din dreapta și traversează pe valuri stilizate spre stânga. La extremitatea superioară a insignei se afla Coroana Regală Română.
Insigna era purtată ca o cruce de inserție la toate costumele militare, sub catarama de ordine de pe buzunarul stâng de la piept.